# Astronomische eenheid
De astronomische eenheid (AE, internationaal au of ua) is een afstandsmaat die vrijwel gelijk is aan de gemiddelde afstand tussen de Aarde en de Zon, ongeveer 149,6 miljoen kilometer. Sinds september 2012 is de astronomische eenheid gedefinieerd als exact 149 597 870 700 meter.
Deze definitie is gebaseerd op metingen uit 2009. Deze maat wordt in de astronomie gebruikt om afstanden in de ruimte aan te duiden, waardoor deze worden vergeleken met de "straal" van de baan van de Aarde om de Zon.
Waar de grootste nauwkeurigheid nodig is, zoals in de interplanetaire ruimtevaart, zou een omschrijving "gemiddelde afstand aarde-zon" te weinig houvast geven. De aardbaan vervormt namelijk geleidelijk, onder invloed van de aantrekkingskracht van de andere planeten. De gemiddelde afstand Aarde-Zon is ongeveer 16 km groter dan een astronomische eenheid en die waarde 
neemt toe met ongeveer 15 cm per jaar. Een complicatie is ook dat de aardbaan geen cirkel is, maar een ellips, waardoor de afstand Aarde-Zon varieert.
In de sterrenkunde werd de astronomische eenheid daarom sinds 1976 anders gedefinieerd en wel via de derde wet van Kepler. Als een virtueel object met een infinitesimaal kleine massa in een cirkelbaan om de zon draait, hangt de hoeksnelheid af van de baanstraal. Als de hoeksnelheid exact {\displaystyle k=0{,}017\,202\,098\,95} radialen per dag bedraagt ({\displaystyle k}, de zogeheten gravitatieconstante van Gauss), heeft de baan per definitie een straal van 1 AE.
In september 2012 is deze definitie dus verlaten, en vervangen door een onveranderlijke afstand.
Andere eenheden voor grote afstanden in de ruimte zijn lichtjaar en parsec.
Voorbeelden:
- Pluto bevindt zich gemiddeld op 39,5 AE van de zon.
- Jupiter staat 5,2 AE van de zon.
- De maan staat op 0,0027 AE van de aarde

Omrekeningen:
- 1 AE = 149 597 870 700 meter
- 1 AE = 8,317 lichtminuten
- 1 AE = 499 lichtseconden
- 1 lichtjaar = 63 241 AE
- 1 parsec = 206 265 AE